# 94 (число)
94 (девяносто четыре) — натуральное число, расположенное между числами 93 и 95.

## В математике
- 94 является чётным двузначным числом.
- Сумма цифр числа 94 — 13.
- Произведение цифр этого числа — 36.
- Квадрат этого числа — 8836.
- 94 является полупростым числом[1].
- 94 - Недостаточное число.
- 94!-1 простое число.[2]
- Наименьший x>1 для которого M(x)>0, где M(x) Функция Мертенса
- Наименьшее чётное число больше 4 которое не может быть написано как сумма двух Чисел-близнецы

## В науке
- Атомный номер плутония

## В других областях
- 94 день в году — 4 апреля (в високосный год — 3 апреля)